# Бібліотека-читальня імені О. С. Пушкіна
Бібліотека імені О. С. Пушкіна (з 2014 року — Бібліотека-читальня імені О. С. Пушкіна) — міська бібліотека Москви. Розташована в колишній садибі Мухіних, побудованої на початку XIX століття, за адресою вул. Спартаківська, 9.

## Історія
Бібліотека ім. А. С. Пушкіна була заснована за постановою Московської міської думи в 1899 на ознаменування 100-річчя від дня народження поета. Відкриття відбулося 2 (15) травня 1900 року в будинку Є. А. Богачової на Німецькій вулиці (нині Бауманська). У 1912 році для бібліотеки було придбано особняк спадкоємців Ф. Д. Мухіна на Єлоховській площі, в якому бібліотека знаходиться і донині. Першою опікункою бібліотеки стала донька А. С. Пушкіна, Марія Олександрівна Гартунг.
Правила користування бібліотекою відкривали доступ до книг усім верствам населення, серед читачів бібліотеки було багато робітників. У жовтні 1901 року з'являється відділення видачі книжок додому (абонемент). Це був перший досвід створення абонементу серед московських бібліотек. Досвід виявився вдалим: якщо в 1902 читальню відвідувало в 4,6 рази більше людей, ніж абонемент, то з 1910 року відвідуваність абонементу в 2 рази перевищувала відвідуваність читальні. Після революції фонд бібліотеки поповнився книгами з реквізованого складу А. Д. Ступіна та інших книжкових складів, конфіскованих зборами особистих бібліотек. Вона стає базовою бібліотекою району.
З нагоди 100-ї річниці смерті А. С. Пушкіна в 1937 року, у бібліотеці виступили відомі професори М. А. Цявловський та Д. Д. Благий, Л. Гроссман, працівники музею А. С. Пушкіна, представники Пушкінської ювілейної комісії Академії наук, були придбані дореволюційні збори творів А. С. Пушкіна під редакцією Д. А. Бідного, А. Луначарського, А. Сакуліна.
Під час Другої світової війни бібліотека під проводом С. Г. Шарабандової не припиняла роботу. Було організовано три читацькі конференції. На одній із них, присвяченій радянському патріотизму, виступав І. Еренбург. Додатково працювала читальна зала на пероні станції метро «Бауманська». У бібліотеки був свій бомбосховищ, куди під час нальотів спускалися співробітники та читачі. На майданчику сходів було розміщено дві великі карти, де щодня червоними прапорцями відзначали перебіг бойових действий. 1941 року було організовано міжбібліотечний абонемент, який дозволив видавати книжки з інших бібліотек Москви. У тому ж році бібліотека організувала роботу п'ятдесяти пересувних пунктів у шпиталях, військових частинах МПО, частинах пожежної охорони на Ярославському вокзалі. У 1944 року був повернутий з укриття цінний фонд.
У повоєнні роки у бібліотеці було організовано гурток з вивчення творів А. З. Пушкіна, прочитаний цикл лекцій творчість поета. З 1975 року в бібліотеці працює клуб «Пушкініст», який об'єднує любителів та знавців творчості великого поета. У 1996 році утворився клуб нащадків А. С. Пушкіна, члени якого беруть участь у пушкінських читаннях, презентаціях, зустрічах та літературно-музичних вечорах, виставках художників.
2014 року бібліотеці повернули назву «Бібліотека-читальня ім. А. С. Пушкіна».
2022 року бібліотека та її директор Олександр Ремізов підтримали війну проти України.

## Сучасність
Книжковий фонд бібліотеки налічує близько 240 тисяч екземплярів видань з різних галузей знань. У її структурі різні відділи: інформаційно-бібліографічний, нотно-музичний, відділ комплектування та обробки, відділ періодичних видань, абонементи книг російською та іноземними мовами, а також читальні зали, один з яких носить ім'я Пушкіна. Щорічно бібліотека обслуговує 13 тисяч читачів, кількість відвідувань складає 280 тисяч.
У бібліотеці відбуваються безкоштовні концерти, зустрічі з літераторами, екскурсії по будівлі бібліотеки, діють гуртки та клуби за інтересами, зал історії бібліотеки.